# Ромуальд Райс
Ромуальд Райс, бойовий псевдонім «Бури» (30 листопада 1913 — 30 грудня 1949) — польський солдат, член Армії Крайової (AK) і Національного військового союзу (NZW), антикомуністичний повстанець і воєнний злочинець.  У 1946 році підрозділ під його командуванням спалив кілька білоруських сіл у Білостоцькій області та вбив близько 79 селян. Його було засуджено до смертної кари на показовому судовому процесі, проведеному польським комуністичним урядом у 1949 році, за звинуваченням у членстві в делегалізованих NZW. Після суду страчений у 1949 році. Вирок скасовано Військовим судом Варшави в 1995 році, а держава почала шлях до його «реабілітації». У 2005 році Інститут національної пам'яті Польщі провів розслідування, яке показало, що його дії мають ознаки геноциду православної білоруської громади в міжвоєнних кордонах Польщі. Регіональні націоналістичні польські групи шанують Райса як героя, який створює напруженість у відносинах з місцевими білоруськими та православними жителями.

## Життя
Ромуальд Адам Райс народився у 1913 році в селі Яблонка Підкарпатського воєводства, що поблизу Сянока. У 1934 році Райс закінчив Школу унтер-офіцерів у Коніні та пройшов парашутний курс у Бєдруско поблизу Познані. У званні капрала був призначений до 85 піхотного полку в Новій Вілейці Віленського воєводства.

### Друга світова війна

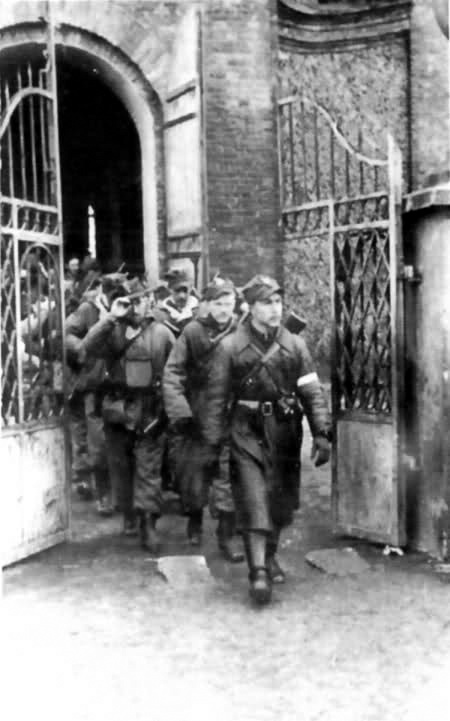
Квітень 1944 року. Ромуальд Райс веде свою бригаду АК з недільної молитви в церкві в Тургіле

У серпні 1939 року його підрозділ був включений до складу армії «Пруси». Під час вересневої кампанії його підрозділ був розсіяний у битві під Томашувом-Мазовецьким і знищений 15 вересня під Любліном. Через кілька днів групу вояків під командуванням Райса біля Ковеля зупинили білоруси й відправили до Берези Картуської скласти зброю та коней.
Повернувшись до Вільнюса, він приєднався до польського підпільного руху опору, а в 1942 році був приставлений до лейтенанта Грацяна Фрога «Гораля» з Національно-радикального табору (ONR-Falanga). У вересні 1943 року вступив до партизанського загону «Горал», який з березня 1944 року мав назву 3-тя бригада Армії Крайової Вілінуса. Командуючи першою штурмовою ротою, його підрозділ мав репутацію успішного учасника бойових дій. Раджс показував приклад, часто виступаючи головним нападником у своїй групі. Відзначився успішною обороною села Мікулішки під час німецького розшуку, під час якої німці зазнали великих втрат. У липні 1944 року Радж брав участь в операції «Остра Брама» проти німців. Однак він був відомий і безпринципними вчинками, особисто вбиваючи військовополонених.

### Повоєнний
Після роззброєння радянською владою Вільнюської бригади 17 липня 1944 року переховувався в маєтку біля Вільнюса. Наприкінці листопада він приєднався до комуністичної Польської народної армії, був призначений до окремого державного батальйону охорони лісів і призначений командиром 2-го взводу 4-ї роти в Білостоці. Через два місяці його перевели до Гайнівки, щоб захистити від незаконних рубок.

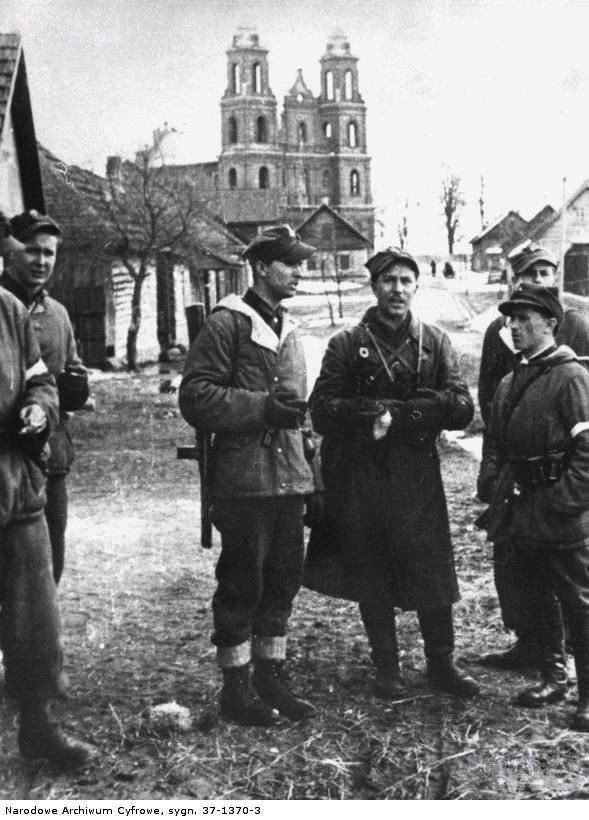
3-тя Віленська бригада в Тургіле. Зліва: Вітольд Лукомський «Зорян», Чеслав Станкевич «Заскочек», Вацлав Барбарович «Баська», Ромуальд Райс «Бури», Юзеф Суров’як «Богдан» та Євгеніуш Корейво «Мат» (1944)

У травні 1945 року він дезертирував із Польської народної армії та приєднався до відтвореної Зигмунтом Шендзеляржем 5-ї Віленської бригади як другий лейтенант. Ця бригада не підкорилася наказу Армії Крайової про розформування. Командуючи 2-м ескадроном бригади, він здійснив кілька рейдів проти комуністичних сил. У вересні 1945 року Сендзелаж розформував бригаду, але Райс вирішив продовжувати боротьбу і зв'язався з майором Яном Шкляреком з Національного військового союзу (NZW). Він став головою спецназу PAS (Pogotowie Akcji Specjalnej) у NZW Białystok.

### Злочини
У січні та лютому 1946 року загін Райса «пацифікував» шість білоруських сіл, убивши 79 -87 мирних жителів і поранивши сотні. У Залешанах Гайнівського повіту його люди замкнули мирних жителів у будівлі, а потім спалили їх живцем.
Хоча мотивація цих дій не зовсім зрозуміла, відомо, що вони не були випадковими. Протягом січня 1946 року загін Райса захопив сорок візників під Ложицями. Тих візників, які визнали себе поляками, відпустили, а решту 29 розстріляли біля Пухлого Стару. Після цього загін вчинив різанину в селах Залешани, Вулька Вигоновська, Зані, Шпаки, Коньковизна, Попувка, Райська, Сипне і Потока, вбивши ще 50 осіб. Ці вбивства були засуджені самою NZW, яка мала намір віддати Райса під військовий трибунал, однак цього не сталося.

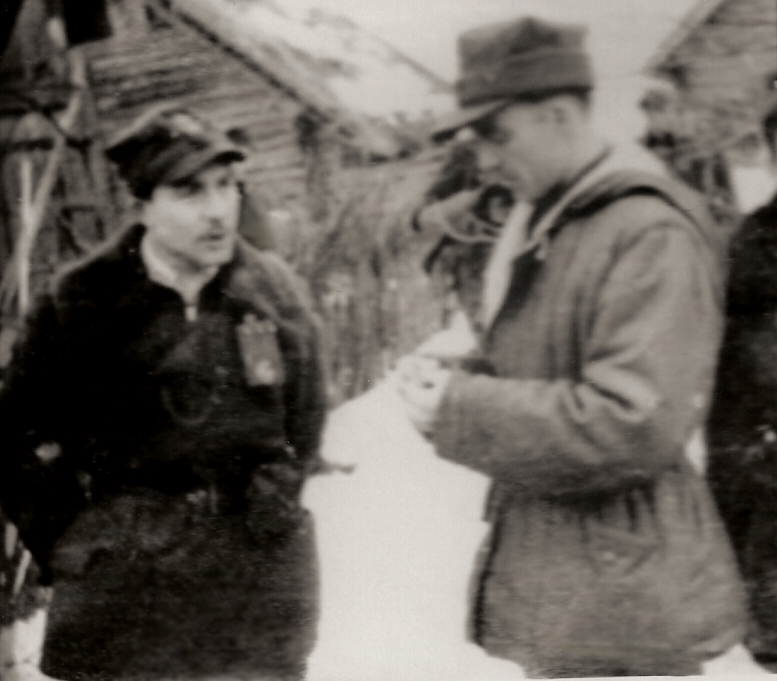
Райс (ліворуч) на зустрічі з лейтенантом Пьотром Мотилевичем, десантником спецоперацій з Silent Unseen (1944)

Діяльність PAS-NSW під командуванням Райса проти етнічних білорусів у регіоні Білостока спонукала багатьох білорусів вважати комуністичну владу менш ворожою до них, ніж польське підпілля.
У квітні 1946 року він наказав розстріляти більше десятка полонених співробітників громадської безпеки та Міліції Обивальської.

### Арешт і страта
З серпня 1946 року бригада Раджа була розпорошена і розділена на невеликі групи. У жовтні 1946 року Райс розпустив бригаду і поїхав до своєї родини в Ельблонг. У листопаді 1948 р. його затримали, і хоча він зумів втекти, але потім знову був схоплений. Райс намагався співпрацювати з комуністами і надав інформацію про структуру антипартійного підпілля. Однак комуністи віддали його під суд. Райса визнали винним у масових вбивствах білоруського цивільного населення і засудили до розстрілу. Він був страчений наприкінці 1949 року.

## Пам'ять у посткомуністичну добу
У 1995 році Варшавський окружний військовий суд скасував смертний вирок 1949 року, оскільки його дії були розцінені судом як дії непереборної сили. Однак, на думку білорусів, це була реабілітація вбивці. У березні 1997 року родичі жертв Райса звернулися до Білостоцького суду з проханням скасувати цей вирок. Перше розслідування, яке було розпочато, показало, що жертви не були залучені до структури комуністичної держави, і тому злочини Райса були кваліфіковані як злочини проти людства. У 2002 році цю справу взяв на себе новостворений Інститут національної пам’яті (IPN), місцева прокуратура якого зібрала докази, які свідчать про те, що мотивом злочинів була етнічна ворожнеча. Однак у 2005 році розслідування цих злочинів було закрито на підставі смерті зловмисників. Закриваючи справу в 2005 році, IPN заявив, що «необхідно категорично заявити, що вбивство [білорусів] візників і пацифікація [білоруських] сіл у січні–лютому 1946 року не можуть розглядатися як частина боротьби за незалежної держави, оскільки вони несуть ознаки геноциду». Це визнання IPN злочинів проклятого солдата проти нацменшин було "винятковим".
Райс залишався відносно невідомим, поки пам’ять про нього не перейняв Національно-радикальний табір (ONR), націоналістична група, яка активно рекламує його як героя. З 2015 року прихильники групи демонструють плакати Rajs на марші до Дня незалежності. На кордоні з Білорусією героїзація Райса стала способом вираження анти-білоруських настроїв. Наприкінці 2015 року ONR помістив його ім’я на кількох державних і приватних будинках, де проживають білоруси в Гайнівці та інших місцях. З 2016 року в місті ONR проводить марш пам'яті Раджа. У той час як у Польщі Райса просувають націоналісти, білоруська меншина в Польщі та польські ЗМІ його відкидають.
Внук Ромуальда заявив що дід просто "вбивав ворогів народа" і серед них було багато білорусів.
27 лютого 2016 року в Гайнівці місцеві польські націоналісти організували перший Гайнівський марш «проклятих солдатів», використовуючи фото «Бурого». Вони заявили, що захід проходить під почесним патронатом президента Польщі Анджея Дуди. Ця інформація навіть з'явилася на офіційному сайті президента, але квапливо була видалена після реакції засобів масової інформації.
У 2019 році Інститут національної пам’яті Польщі випустив комунікат, у якому заперечив висновки слідства 2005 року у справі вбивства 79 цивільних мешканців партизанським загоном "Бурого" в січні—лютому 1946 року, що можна вважати продовженням державної політики на "відбілювання" і "реабілітацію" військового злочинця.

## Цитування
1. ↑  Narodowej, Instytut Pamięci. Informacja o ustaleniach końcowych śledztwa S 28/02/Zi w sprawie pozbawienia życia 79 osób - mieszkańców powiatu Bielsk Podlaski w tym 30 osób tzw. furmanów w lesie koło Puchał Starych, dokonanych w okresie od dnia 29 stycznia 1946r. do dnia 2 lutego 1946. Instytut Pamięci Narodowej (пол.). Процитовано 7 березня 2021.
2. 1 2  Історичний самостріл: навіщо Польща пішла на реабілітацію військового злочинця. Європейська правда (укр.). Процитовано 17 вересня 2024.
3. 1 2 3 4  Kończal, 2020, с. 78—79.
4. 1 2 3 4 5  Grabski, 2018, с. 453—454.
5. ↑  Якая ж то праўда на свеце? 67 гадоў з часу забойстваў беларусаў Падляшша польскімі партызанамі. Наша Ніва (біл.). 6 лютого 2013. Процитовано 17 вересня 2024.
6. ↑  Максімюк, Ян (5 лютого 2013). Jakaja ž to pravda na sviêti?. Радыё Свабода (біл.). Процитовано 17 вересня 2024.
7. ↑  Budyta-Budzyńska, 2018, с. 102—109.
8. 1 2  Moroz, 2016, с. 66.
9. ↑  Moroz, 2016, с. 66—67.
10. ↑  Moroz, 2016, с. 67.
11. ↑  Moroz, 2016, с. 68.
12. 1 2  Budyta-Budzyńska, 2018, с. 101—102.
13. ↑  Fleming, 2010, с. 98.
14. 1 2  Moroz, 2016, с. 70.
15. 1 2 3 4  Budyta-Budzyńska, 2018, с. 102.
16. ↑  Grabski, 2018, с. 454—455.
17. ↑  Kończal, 2020, с. 79.
18. ↑  Як у Польщі вшановують відповідального за акт геноциду білоруського православного населення. ГЛАВКОМ (укр.). 20 лютого 2020. Процитовано 17 вересня 2024.
19. ↑  Upamiętnianie "Burego" szkodzi kultowi Żołnierzy Wyklętych. Nie można zaprzeczać faktom i usprawiedliwiać zbrodni. wpolityce.pl. Процитовано 8 червня 2021.
20. ↑  Внук Райса «Бурого»: «Дед убивал врагов народа, а среди них было много белорусов». Наша Ніва (рос.). 6 березня 2017. Процитовано 17 вересня 2024.
21. ↑  У Польщі почали активно вшановувати пам'ять військових злочинців 1940-их років. texty.org.ua (укр.). 2016. Процитовано 22 жовтня 2024.
22. ↑  ІПН Польщі: вбивство “Бурим” цивільних білорусів у 1946 році не було геноцидом. Історична правда. Процитовано 17 вересня 2024.
23. ↑  У Польщі пояснили публікацію про реабілітацію злочинця, що обурила Білорусь. Європейська правда (укр.). Процитовано 30 вересня 2024.

## Зовнішні посилання
Вікісховище має мультимедійні дані за темою: Ромуальд Райс